# 皇帝
皇帝意指帝國的國家元首，是一類在東西方各國的統治者中佔據最高位置君主的頭銜。
皇帝屬於眾多君主制的頭銜之一，在世俗方面基本能凌駕於其他所有頭銜之上，比國王、親王、大公等頭銜都還要再高階。“皇帝”本为汉语中专制王朝君主的称号，是由秦始皇所創造（德高三皇，功蓋五帝），近代用来对译欧洲语言中「Emperor」、「Caesar」一类来自罗马皇帝称号的词，以及历史上的领土大国、普世帝国、多民族大国或殖民帝国统治者。汉语中没有性别区分，男女都称皇帝（如武则天自封“圣神皇帝”），但在西方语言中，男女有别，如皇帝職位由女性擔任，則稱“Empress”（女皇、女帝），区别于男性的Emperor。
在大多數西方語言的語境中，日本的天皇是唯一在官方層面上仍然以「皇帝」爲頭銜的君主。中文在使用上較西方語言更不嚴謹一些，因此有時在稱呼時會將歐洲各國君主的頭銜混淆為“皇”，如“英女皇伊莉莎白二世”等。但嚴格來說，此為誤用，其正式頭銜應為國王（King）或女王（Queen）。

## 概論
皇帝是一種君主，為君主制國家元首使用的稱號之一。帝国君主通常为世袭，但也有通过选举和指定产生的。皇帝的稱謂，依地區與歷史而有所不同，如大王、單于、可汗、大汗、奧古斯都、凱撒/沙皇、巴西琉斯、哈里发、帕迪沙、苏丹、天皇等 ，都曾被使用為皇帝的稱號之一。在北非和中東還有稱王中之王（舊譯作「萬王中王」），這也是對於救世主的稱呼，隱含了政教合一的意思。
沒有一個單一、客觀而一致的標準，來定義帝國與皇帝。在現代廣泛定義中，任何一個帝國的統治者，都可以被稱為皇帝；反過來說，任何一個被皇帝統治的領土，都可以被廣泛稱為帝國。皇帝與國王之間的差異，也沒有一定的標準，在一般的說法中，皇帝是指擁有最大權勢的國王，比一般的國王擁有更大的權勢與領土，但他們的實際影響力與權力則依各時代與地區而有所不同。有以皇帝統治下諸王国的制度，也有很多领土不大，统治民族也不多的王国或公国，其君王名號冠上皇帝，自称为帝国（如大日本帝国、奥地利帝国等），或有帝國的型態卻仍以國王為最高尊號的國家，如英國國王，直至1876年加上印度皇帝的稱號，法國也僅在拿破崙一世和拿破崙三世在位時稱為帝國。
皇帝通常會自我表述為人類世界中唯一合法的統治者，有權力統治全部已知的人類世界。但隨著世界知識的擴大，人類開始知道在自己國家領土之外，其他國家也有廣大的土地和人民，也同樣有類似皇帝的君主，也一樣自稱是世界上唯一的天子。逐漸地，皇帝們喪失了人類唯一的合法統治者的意義，僅強調大國君主和有權冊立鄰近小國的君主的地位，如中國明朝和清朝皇帝皆曾下詔冊封琉球、安南等國家的君主為「國王」。但這樣的政策仍有小國須向大國稱臣的意味。隨著近現代時期的到來，主權的概念促成了平等外交的實現，皇帝必須尊重他國元首，不可因國力盛衰之分而認為本國的地位凌駕於他國之上。
在中國，皇帝這個稱號最早起源於秦始皇，影響了日本、朝鮮、越南等屬於漢字文化圈範疇的國家，以上各國元首的職銜在古代皆曾稱為皇帝，尤其是日本的天皇甚至到今天都還存在。在近代時，歐洲的Emperor和中東、北非的King of kings被漢譯為皇帝。

## 歷史
在中國歷史中，皇帝稱號是由秦始皇創制使用的，他认为自己德兼「三皇」、功过「五帝」，其后为各朝代的君主沿襲。藩属国的君主只能称为国王、王，遊牧民族的君主稱為可汗、酋長或各有其他名稱。
歷史上東南亞的一些國家受到中國影響，也在小範圍內自稱“皇帝”；但是在與中國外交時，仍然自稱“國王”，即「外王內帝」。同時亦有如蒙古、日本，對中國都自號皇帝、天皇，不過日本天皇自12世紀起已無實權，直到19世紀大政奉還後，幕府衰微，天皇勢力復興，所以往往中日外交之中，对中国外交以幕府将军与执权为主导，天皇並無參與其中。清末，天皇始遣欽命大臣參與國際外交，如1895年明治天皇命伊藤博文為特使，與清朝政府簽訂《馬關條約》。
中東和北非常有使用王中之王（舊譯作萬王之王）的稱號，之前有埃及的法老等，王中之王首見於波斯的英雄居魯士，都代表了君主地位在國王之上，而本國則在王國之上。但在伊斯蘭教興起後，一般統一使用蘇丹之名，以示國家間平等外交。
在歐洲歷史中，其帝制始於羅馬帝國，其最高君主稱拉丁語：；英語：，早期漢語翻譯依據其發音譯為“英白拉多”，現在則對應古代中國的稱號體系，將其統一翻譯為“羅馬皇帝”；其原意是统帅，源自拉丁語：（意為權威、權力、統治）。罗马帝国的君主通常还有奥古斯都及凯撒等尊號，德国和俄国對應“羅馬皇帝”称号的詞語就直接來源于羅馬帝國的凯撒的尊號。西罗马帝国灭亡后，其“羅馬皇帝”稱號依然在“羅馬帝國的眾日耳曼諸侯”（Princes of Holy Roman Empire）中流傳并得到合法選承，所以理论上讲欧洲自羅馬帝國之後只有一个帝国始終存在，其名義上的統治者即“罗马帝国皇帝（Emperor of Holy Roman Empire）”這一頭銜的合法继承者（拜占庭帝国後來被鄂圖曼土耳其帝國所灭）。在中世纪，按照惯例得到“羅馬帝國皇帝”称号的君主要去罗马接受教宗加冕之後才能得到眾帝國諸侯的承認，而这一头衔基本上被神圣罗马帝国的眾日耳曼諸侯所垄断，直至19世纪拿破崙建立法兰西第一帝国，拿破崙從教宗手中拿過皇冠為自己加冕、并加冕自己的妻子為帝國皇后。
在“神聖羅馬皇帝”這一頭銜的傳承被破壞之前，歐洲各王國的統治者只能稱國王，只有東羅馬帝國保留有“羅馬皇帝”的稱號。土耳其人征服東羅馬後，則承用「羅馬皇帝」之號，但歐洲各國大多拒絕承認。当拿破仑建立法兰西第一帝国并获得“皇帝”稱號后，神圣罗马帝国解體，當時的神圣罗马帝国皇帝弗朗茨二世隨即宣佈自己為奥地利皇帝，其哈布斯堡家族世襲領土為奧地利帝國。普鲁士国王完成德国统一后，则自封为德意志皇帝；俄罗斯则一直以拜占庭的继承者自居（第三罗马），彼得大帝1721年稱帝後正式建立了欧洲近代的俄羅斯帝国。但与羅馬帝国漫長的歷史相比，這些國家在歷史上大部份時期內都是王国或公國，其帝国称号存在的时间很短。

## 东亚

### 中国
在中国历史中，嬴政创建了皇帝制度，自己成为中原第一个皇帝，並廢除後代评价的諡號，称“始皇帝”。
公元前221年，秦始皇一统天下，下的第一条诏令就是“议帝号”，群臣商议后向秦王建议说“古有天皇，有地皇，有泰皇，泰皇最贵”。因此臣等“昧死上尊号”，请王为“泰皇”。秦王不以为然，他提出去“泰”著“皇”，采上古“帝”位号，号曰“皇帝”。言：“朕为始皇帝。后世以计数，二世三世以至万代，传之无穷。”他还采纳了群臣关于皇帝“命为制，令为诏，天子自称為朕”的建議。可见自古以来“皇帝”这个称呼便是“三皇五帝”的总和，“皇帝”乃诸皇之帝，而“天皇”或“地皇”只是诸皇之一，其开创性可谓开天辟地。
几乎同时，头曼成为中国第一个单于。自此，中国开始了长达2133年的帝制时期。「皇帝」稱號一直延續到1912年2月12日溥儀退位，中國帝制結束。皇帝是中国中央政权的突出代表，是政府和社会（所謂「天下」）的核心，享有最高的权力和荣誉。维护皇帝尊严，对与皇帝相关的名称也有具体规定，例如皇帝的命称“制”，令称“诏”，皇帝的起居、服装、出行也有专门的规定，如冕服。皇帝自称“朕”，其他人当面直接称皇帝为“陛下”、“圣上”、“万岁”、“皇上”等、私下敬稱皇帝為「聖人」、「官家」、「至尊」、「君王」、「天子」等等。
傳統上，國號中並不會加上標示政權的爵位等級的名稱，所以並沒有“帝國”、“某某公國”的稱謂，而是將某政權執政時期的“皇帝之國”稱為朝代，將封國或藩國直接稱為“某某國”；又因為漢語遣詞造句的特點，在泛稱時，常把“侯爵之國”、“王爵之國”等帝制之下分封的藩國簡稱為“王國”、“侯國”，此時為泛稱，不可以加具體國號，而是常用“諸王國”、“諸侯國”這樣的表達。中国歷史上被認為、或是自認為承襲了正統“中國皇帝”稱號的政權，如宋、辽、金、元、明、清等，會在国号前冠以“大”字，自稱“大宋”、“大遼”、“大金”、“大元”、“大明”、“大清”等（其中元清二朝因為是少數民族的政權，其國號本身即規定為二字，元朝取“大哉乾元”，清朝取滿語“黛清”的漢字音譯）；分封的諸侯國、藩國、地方分裂政權，一般只稱國號或地名，並不能自稱“朝”；藩國和屬國，其國號前則不能加「大」，只能以「國號」再加上「國」來稱呼，如朝鮮王朝的國號為朝鮮，國家名稱為「朝鮮國」，其在國號前加上「大」會被視為僭越，往往會招來中國皇帝的討伐。
秦朝时，始皇试图将国家的全部政权都集中在自己（即皇帝）手中，即“天下事无大小皆决于上”，但由于统治国家的事务繁多，这种制度实际上是不成熟的。在秦朝之后，皇帝的权力和职能逐渐由一个中央政府辅助完成，汉朝时这种中央政府的形式是三公九卿，隋朝开始三省六部制。因此即使皇帝年幼中央政府也可以照常运作，但同时由于中央政府长官（如宰相等）的权力可能过重，有可能威胁皇帝的权力，甚至通过政变自己当皇帝，例如王莽篡漢。
中国边疆的一些少數民族政权汉化以后，也使用或并用皇帝的尊号。比如云南的大理国、西域的于阗国，特别是入主中原的五胡十六国以及北朝（北魏、东魏、西魏、北齐、北周）、辽朝、西辽、西夏、金朝、元朝、清朝、满洲国。
历史上在同一时期称为皇帝的一般只有一个。但在某些时期，如南北朝时，同时有數个皇帝并立。三國時期時，魏、蜀、吴也曾經三帝并立。在一个王朝末期，各地方势力纷争产生多个政权，自封为皇帝，如明末大顺的李自成与大西的张献忠。
在中國歷史上一共出现了83个王朝，共有皇帝397人。

### 韓國
高麗王朝前期採用「外王內帝」的政策，在國內自稱「皇帝」，受中国历代王朝冊封「高麗國王」。1275年高麗向元朝稱臣後，高麗忠烈王從元大都返回開城即位，不再以皇帝自稱，改稱國王，敬稱也從陛下改為殿下。
1895年李氏朝鮮獨立後，朝鮮高宗採用「大君主」的稱號，直到1897年大韓帝國成立改稱皇帝，李氏朝鲜遂宣布终止與中國的藩属关系，由王國改号为帝国，国号「大韩帝国」，其国王李熙（朝鲜高宗）也改称「韓國皇帝」，传子纯宗皇帝，至1910年日韓合併為止。

### 蒙古
蒙古使用皇帝作为君主头衔，大概是始于中國的元朝时期，1260年元世祖自立为「大蒙古国皇帝」，同时彷照中原汉地习俗正式称「皇帝」和起用年号“中统”，并自称“朕”，成为大蒙古国首位使用汉制的“皇帝”称号和首位使用年号的君主。此后蒙古族历代大汗对外均自称「皇帝」，至1634年后金征服察哈尔取消帝号。

### 越南
越南採用「外王內帝」的政策，南越、丁朝、前黎朝、李朝、陈朝、后黎朝、莫朝和阮朝君主对内自称「大越皇帝」，对宗主国中国则称「安南国王」、「越南国王」。

### 日本
日本使用天皇作为君主头衔，大概是始于中國的唐朝时期，「日本天皇」一词最早文字记载是673年至688年前后天武天皇的《飞鸟净御原令》。日本天皇是現今世界唯一仍使用"皇帝"稱號的君主。隋朝时期日本致中国的国书有「日出處天子、致書日没處天子」。虽然日本菊花王朝「万世一系」，但12世紀至19世紀中葉，日本天皇淪為名義上的君主，實際上的統治權在征夷大將軍或武家政權家督，幕府將軍常以「日本國王」或「日本國大君」作為外交頭銜。

## 欧洲

### 罗马帝国
在歐洲歷史中，国家君主通常称为“国王”或“女王”。汉字中对西方“皇帝” 一词的翻译，主要来自拉丁語：和這兩組字根所衍生出的名詞。第一位使用這個稱號的，是羅馬帝國第一任皇帝屋大維，他擁有的頭銜。其中，源自於動詞，意為統率或指揮，指軍隊的指揮官，這是羅馬共和時代的一個非常設職位，在發生戰爭時，由元老院任命一位軍事指揮官，率領羅馬軍團出戰，在戰事結束後，這個職務就解除。包括法語：、英語：與俄語：都是從這個字根來的。至於，是凱撒的名字，屋大維是他的養子及繼承人，因此以他的名字為稱號。德語：及俄語：則來自這個字根。
现代史学家将罗马帝国后期阶段界定为"拜占庭帝国"，其核心特征包括：帝国中心自罗马迁至君士坦丁堡、基督教全面融入政体体系，以及希腊语取代拉丁语成为官方语言。该帝国实质是395年罗马帝国分裂后东部帝国的直接法理延续。至狄奥多西一世（395年）之前的历代皇帝，皆为全罗马帝国的唯一或共治君主。西罗马帝国持续至476年消亡，而拜占庭统治者始终自视为奥古斯都一脉相承的罗马皇帝——"拜占庭"概念实为19世纪西方史学界建构的学术术语。在查理曼于800年加冕为神圣罗马皇帝前，君士坦丁堡统治者对"罗马皇帝"称号的独占权从未受到实质挑战。
希拉克略之前的君主皆以"奥古斯都"为正式头衔（"Dominus"等称谓并行使用），其完整尊号遵循"统帅·凯撒·XX·奥古斯都"格式。自希拉克略王朝起，希腊语"巴西琉斯"（Basileus，原意为"君主"）逐渐成为主流称号，但"奥古斯都"仍在特定场合保留使用。随着西欧神圣罗马帝国的建立，"专制君主"（Autokrator，希腊语：Αὐτοκράτωρ）头衔开始强化君权神授色彩。后期西方基督徒常称拜占庭君主为"希腊人的皇帝"，而帝国官方文书的标准格式则演变为"奉基督之名，罗马人的皇帝与专制君主"（参见Ῥωμαῖοι与Rûm称谓）。

### 神圣罗马帝国
在羅馬分裂為東西羅馬後，皇帝即分成东罗马皇帝和西罗马皇帝。公元5世紀時，西羅馬帝國遭到蠻族的不斷入侵滅亡，羅馬教宗在名義上臣服於東羅馬皇帝，教宗是上帝在人間的宗教事務代表，而羅馬（東羅馬）皇帝是上帝在人間的世俗事務代表。教會和歐洲人民都認為，根据《但以理书》的四个帝国论，在基督复临建立地上天国之前，世上只有一個皇帝，即羅馬皇帝。直到797年君士坦丁六世被母親伊琳娜篡位所廢，教宗利奥三世根据女性不能担任罗马皇帝的原则，決定把法蘭克國王查理一世加冕為罗马皇帝，是為查理大帝。
在歐洲諸國中，能稱「帝國」或「皇帝」者，傳承羅馬帝國的皇統。但是，因為東羅馬帝國仍然存在，因此出現兩個並立的最高統治者，一個在君士坦丁堡，一個在羅馬，彼此指責對方是僭越者，这就是所谓的“双帝问题”（Zweikaiser Problem）。
查理大帝于西元814年去世，西帝国的领土四分五裂，罗马皇帝先是传承给虔诚者路易的长子洛泰尔一世，后中法兰克又在《普吕姆条约》被分为几份，年幼者路易继承了皇位，接着罗马皇帝的头衔又在加洛林王朝各个成员之间传来传去，到后面甚至由圭多王朝和博索尼德王朝担任皇帝。最后，在贝伦加尔一世之后皇位短暂空缺。西元962年，教宗若望十二世為東法蘭克國王奧托一世加冕為「羅馬人的皇帝」，罗马帝国的头衔被重新戴上，开启了帝国的奥托王朝，帝国从此开始也被德意志王国所绑定（加冕皇帝前必须担任德意志国王）。
在中世紀歐洲神學和政治概念結合的觀念下，根据帝国转移理论，只有東羅馬帝国和神圣罗马帝国因为是罗马帝国的继承人和延续，所以其君主能称为“皇帝”。西元1453年奥斯曼帝国攻破君士坦丁堡，東羅馬帝国灭亡。信奉基督正教會的莫斯科大公國由迎娶拜占庭帝国的公主一事得到繼承東羅馬帝國的權利，於是更名為「沙皇俄國」，自詡為「第三羅馬」。到了18世纪以后，欧洲许多国家变为君主专制国，但皇帝这个头衔仍然沒有國家敢隨意使用，1721年，獲得羅馬皇帝稱號的彼得大帝建立了俄羅斯帝國。
1804年，法國第一執政拿破侖稱帝。為回擊拿破侖，神聖羅馬帝國組成反法聯盟攻打拿破侖失利，神聖羅馬帝國皇帝弗朗茨二世入主奧地利大公國，宣布提升為奧地利帝國，為奧地利帝國之始。
1806年，神聖羅馬帝國再次被拿破侖擊敗，在拿破侖要求下，弗蘭茨二世只能放棄“羅馬人的皇帝”稱號，至此神聖羅馬帝國滅亡。
19世纪早期，当时欧洲的只有法国（拿破仑）、奥地利和俄罗斯三国有“皇帝”。19世纪中期后，德国（威廉一世）及英国君主相继获得“皇帝”称号。

### 俄罗斯
西元1453年奥斯曼帝国攻破君士坦丁堡，東羅馬帝国灭亡。神學士把第三羅馬的概念帶到了信奉基督正教會的莫斯科，莫斯科大公國的伊凡三世迎娶了東羅馬帝国後裔索菲亞公主，便認為有繼承東羅馬帝國的權利。之後莫斯科大公國強盛，於是更名為「沙皇俄國」，自詡為「第三羅馬」。自此莫斯科大公國開始使用羅馬帝國的雙頭鷹國徽。
1721年，俄罗斯沙皇国元老院授予沙皇彼得一世以“俄罗斯皇帝”的头衔，以与其更加强大的君权和更加庞大的国家相对称。俄国元老院直接把古罗马帝国皇帝的拉丁文头衔拿来献给彼得。在此之前俄国最高统治者的最高头衔仅是“沙皇”，也就是“凱撒”的意思，惟“沙皇”頭銜在彼得稱帝後，其層級地位僅略高於國王，相當羅馬帝國末期之“副皇帝”，但习惯上仍然把俄罗斯皇帝都称为沙皇。獲得皇帝稱號的彼得大帝於1721年正式將沙皇俄國更名為俄羅斯帝國，並成為帝國首任皇帝。

### 奥地利
1804年，奥地利大公兼匈牙利和波希米亚王国国王弗朗茨二世宣布采用“奥地利皇帝”的称号，于1806年因拿破崙戰爭失利而被迫放弃神圣罗马帝国皇帝称号。但他並沒有失去“奥地利皇帝”的称号，並宣稱繼承羅馬，開始使用羅馬帝國的雙頭鷹國徽，稱為第三羅馬。最後擊敗了不可一世的法蘭西帝國。
1867年，奥地利帝国实行二元君主制，改为奥匈帝国，奥地利皇帝兼任匈牙利国王（而非匈牙利皇帝，匈牙利王国有自己的议会和政府）。
奧地利帝國有意統一神聖羅馬帝國的原領地，後來，德意志帝國在1871年同樣根據和神聖羅馬帝國的聯繫，也自稱為繼承羅馬，因此與奧地利帝國雙方發生爭執。

### 法国
法国大革命后，拿破仑恢复君主制，因为国王这个头衔在大革命后的法国已经极不得人心，象征腐朽、专制、蛮横，且法国自革命后自视为罗马共和国的再世，所以拿破仑不称国王而称法国人的皇帝，亦有自视为由共和之民意建立的罗马帝国精神继承人之意。拿破侖要教宗為自己加冕，且封自己的兒子為“羅馬王”，又迅速解散了神聖羅馬帝國，想造成一種“法蘭西皇帝是歐洲正統”的印象，而這個“正統”與羅馬也是分不開的。从这个时候起，“皇帝”这个称号有一种冠冕堂皇的、比国王高一级的味道在里头。後來路易拿破仑亦仿效拿破仑，稱帝加冕為「拿破仑三世」，直到1870年普法戰爭兵敗被俘為止。

### 德国
德文“皇帝”是，凯撒的意思，而不是Imperator。“神圣罗马帝国皇帝”这个头衔，德文写成，拉丁文写成Romanorum Imperator。意思都是“罗马人的皇帝”。
1850年，日耳曼邦联议会曾经给普鲁士国王加皇帝的尊号，但被拒绝，1871年，普法战争结束，普魯士王國在1871 年擊敗法國，德意志统一， 普鲁士国王威廉一世在法國的凡爾賽宮加冕為德意志皇帝，宣告繼承神聖羅馬帝國皇帝法統，成立“德意志帝国”。
德意志帝國在1871年至1918年同樣根據和神聖羅馬帝國的聯繫，也自稱為繼承羅馬自稱「第三羅馬」，但因為德意志皇帝不信奉天主教而受到批評，因此並沒有與教宗達成協議。在西方文化中，這是繼承羅馬延續的主要基礎。

### 西班牙
在收复失地运动中，伊比利亚半岛的一些基督教国王（如卡斯蒂利亚、莱昂、纳瓦拉）等国在十到十二世纪经常会宣称自己是“全西班牙的皇帝”来宣示自己对整个伊比利亚半岛的统治主权。然而当时伊比利亚基督教王国的统治范围只限于北部，南部安达卢西亚的穆斯林泰法仍然未被征服，而且伊比利亚之外的基督教国家基本不承认这一头衔，所以这一皇帝头衔基本是名义上的。
第一个宣称此头衔的是纳瓦拉国王桑乔三世。但这一头衔的传承并不是连续性的，与传统的神圣罗马皇帝不同的是，女性也可担任此头衔，比如卡斯蒂利亚女王乌拉卡。“全西班牙皇帝”更多的是一种宣称对半岛基督教遗产（如西哥特王国）的继承权，而非实际统治的体现。各王国更注重自身独立性，拒绝承认他国的最高权威。
11世纪末至12世纪，基督教王国向南推进，攻占托莱多（1085年）等重要城市，但面对北非穆拉比特王朝对安达卢西亚的统一和反扑，军事压力增大。君主们更关注巩固既得领土，而非追求象征性的帝国头衔。12世纪后，卡斯蒂利亚和阿拉贡逐渐成为半岛主导力量，两国君主更倾向于使用“国王”头衔，并通过联姻（如费尔南多三世）实现局部统一，而非依赖空洞的帝国宣称。

### 英國與英屬印度
英国历史上仅有维多利亚女王、爱德华七世、乔治五世和乔治六世使用过“皇帝”（Emperor）或“女皇”（Empress）的头衔。英国本土一直是王国，但因羅馬帝國末期曾有數人於不列顛島稱帝之歷史，加上亨利八世建立英國國教時，曾宣稱已獲得“皇權”（Imperium），故伊丽莎白一世時英國國會為對抗聖座在英重建權威，通過法案認定英國王冠為“皇冠”（Imperial Crown），無須教宗加冕。但是在當時歐洲人眼中英國祖上沒娶過神聖羅馬帝國帝王的女眷，英國國教和羅馬教宗也已經鬧翻，稱帝會引起爭議，所以只能另想辦法。1801年，不列顛與愛爾蘭正式合併為大不列顛及愛爾蘭聯合王國時，國會更建議喬治三世以“不列顛與愛爾蘭皇帝”或“不列顛與漢諾威皇帝”（當時英國國王兼領德國境內漢諾威王國）頭銜稱帝，惟喬治三世基於傳統拒絕稱帝。
直到维多利亚女王時，英国國力已达到鼎盛，並且佔領了印度，過去帖木儿汗國开创了莫卧兒王朝，稱帝王為巴底沙。在歐洲人眼中類似于皇帝，且没有地理上的意义（即不是印度巴底沙或印度皇帝），經眾議後英国決定繼承印度帝位。
1877年维多利亚女王在新德里正式加冕为印度女皇头衔是“托上帝鴻福，大不列颠、爱尔兰及海外领地女王，国教保卫者，印度女皇（拉丁文：Dei Gratia Magnae Britanniae, Hiberniae et terrarum transmarinarum quae in ditione sunt Britannica Regina, Fidei Defensor, Indiae Imperatrix；英文：Victoria, by the Grace of God, of the United Kingdom of Great Britain and Ireland Queen, Defender of the Faith, Empress of India）”。这是所谓“大英帝国”的来源。
英国在印度的直接统治者为Viceroy，直译为“副王”，意译为“总督”。而英文皇帝称Emperor，女皇称Empress。
在维多利亚女王之后，男性的英国君主头衔是“国王和皇帝”，Rex et Imperator。全称则是“Dei Gratia, Magnae Britanniae, Hiberniae et terrarum transmarinarum quae in ditione sunt Britannica Rex, Fidei Defensor, Indiae Imperator”(奉天承运，大不列颠、爱尔兰（希伯尼亚）及不列颠海外属地之国王，信仰守护者，印度皇帝)。
只有爱德华七世、乔治五世和乔治六世三个国王用了这个头衔。爱德华八世未加冕即逊位，乔治六世时期印度独立，印度皇帝的头衔则在1948年6月被取消。
港澳地區亦有將其他英國君主稱為「英皇」和「英女皇」，有人認為將英語中的"King"翻譯為「皇」；"Queen"翻譯為「女皇」，與"Emperor"、"Empress"混淆是不嚴謹的翻譯，清朝的文人不諳英國憲政，把中國皇帝的銜稱投射到英國人身上。在深入了解歐洲歷史後，漢字文化圈在近代普遍將承繼羅馬帝國統治者頭銜（英白拉多、凱撒、奧古斯都等）的歐洲君主翻譯為皇或女皇，其他翻譯為王或女王。中华人民共和国官方媒体将「英国女皇」列作「错误翻译」，但香港因為英屬時期的傳統，仍有保留英皇和英女皇的稱謂。

### 塞尔维亚
1345年，塞尔维亚国王斯特凡·乌罗什四世杜尚（Stefan Uroš IV Dušan）自封皇帝（沙皇），并于1346年复活节在斯科普里（Skopje）由新设立的塞尔维亚牧首、保加利亚牧首及奥赫里德自治大主教共同加冕。其皇帝头衔获保加利亚等邻国与贸易伙伴承认，但未获拜占庭帝国认可。经最终标准化后，塞尔维亚的皇帝称号定为“塞尔维亚人与希腊人的皇帝”（现代塞尔维亚语：цар Срба и Грка，拉丁转写：car Srba i Grka）。该头衔仅由两位塞尔维亚君主使用——斯特凡·乌罗什四世杜尚及其子斯特凡·乌罗什五世（Stefan Uroš V），后者于1371年去世后头衔废止。杜尚的异母弟西缅·乌罗什（Simeon Uroš）及其子约万·乌罗什（Jovan Uroš）在统治色萨利期间亦自称此头衔，直至后者1373年退位。塞尔维亚皇帝称号中的“希腊人”成分，既表明其对希腊语族群的统治，亦象征其承袭自罗马的帝国传统。此外，叛变的匈牙利-塞尔维亚指挥官约万·内纳德（Jovan Nenad）自称塞尔维亚与拜占庭统治者后裔，亦僭号皇帝。

## 其他
自從俄罗斯彼得一世和法国拿破仑一世開始，使得“皇帝”的尊号成为伟大帝王的头衔和象征之后，一些新兴国家的君主也称自己为皇帝，比如葡萄牙王太子出身的巴西皇帝，自称墨西哥皇帝的奥地利马克西米连大公等等。
海地独立之后，出现过两位海地皇帝。
中非共和国前总统博卡萨也曾经在1970年代加冕并自封为中非皇帝，是20世纪末世界上最后一位皇帝。